# Вулиця Слобідська (Львів)
Вулиця Слобідська — вулиця в Сихівському районі Львова. Відходить від вулиці Зеленої № 399 на схід.
Сучасна назва з 1962 року, до того називалася Зелена бічна.

## Забудова
Забудова — садибна 1950-2000-х років, промислова.